# Desfiladeiro Manawatu

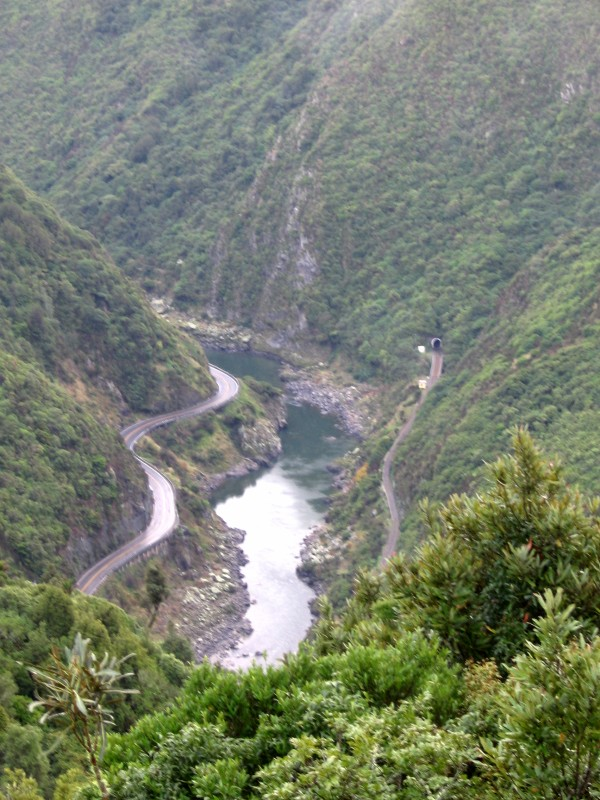

O Desfiladeiro Manawatu (em inglês: Manawatu Gorge) é um desfiladeiro que corre entre os montes Ruahine e Tararua na Ilha Norte da Nova Zelândia, ligando as regiões de Manawatu e da baía de Hawke. Encontra-se ao nordeste de Palmerston North. Sua extremidade ocidental está perto da pequena cidade de Ashhurst, sua extremidade oriental fica perto da cidade de Woodville.